# عالمگیر دوم
عالمگیر دوم (انگلیسی: Alamgir II; ۶ ژوئن ۱۶۹۹ – ۲۹ نوامبر ۱۷۵۹) پادشاه امپراتور گورکانیان هند بود.